# Johann Jakob Rietmann

Markttor in St. Gallen

Johann Jakob Rietmann (* 16. März 1808 in St. Gallen; † 23. August 1868 ebenda) war ein Schweizer Landschaftsmaler, Zeichner und Kupferstecher.

## Leben
Johann Jakob Rietmann wurde als zweites Kind des Müllers Johann Jacob Rietmann und der Magdalena Glinz geboren. Nach dem Besuch der Volksschule und des Gymnasiums erhielt er seine erste Malerlehre bei Niklaus Senn, der ihn als Zeichnerlehrer empfahl. Im Gutachten über Rietmanns Anstellung als Lehrer für Zeichnen und Formenlehre in den Primarschulen wird er als ein «fleißiger, stiller und ernster Charakter» beschrieben.
Rietmann studierte ab dem 11. November 1829 an der Königlichen Akademie der Künste in München. Nach dem Studium wurde er 1831 Lehrer der Formenlehre auf dem Tuchhaus von St. Gallen.
Infolge der in St. Gallen eingeführten «neuen Schuleinrichtungen» verlor Rietmann 1834 seine Stelle und wurde als Privatlehrer tätig. Im April 1836 fand er wieder eine provisorische Anstellung. Im Frühjahr 1842 wurde er fest angestellter Lehrer für Schreiben und Zeichnen an der Mädchenschule. Er heiratete Barbara Louise Zollikofer. Das Paar hatte eine Tochter und zwei Söhne.
Von 1830 bis 1868 hat Johann Jakob Rietmann über 200 Ansichten der Stadt St. Gallen und eine grosse Zahl aus der Ostschweiz angefertigt. Seine Zeichnungen und Kupferstiche stellen wertvolle Dokumente seiner Epoche dar.